# Lago Monoun

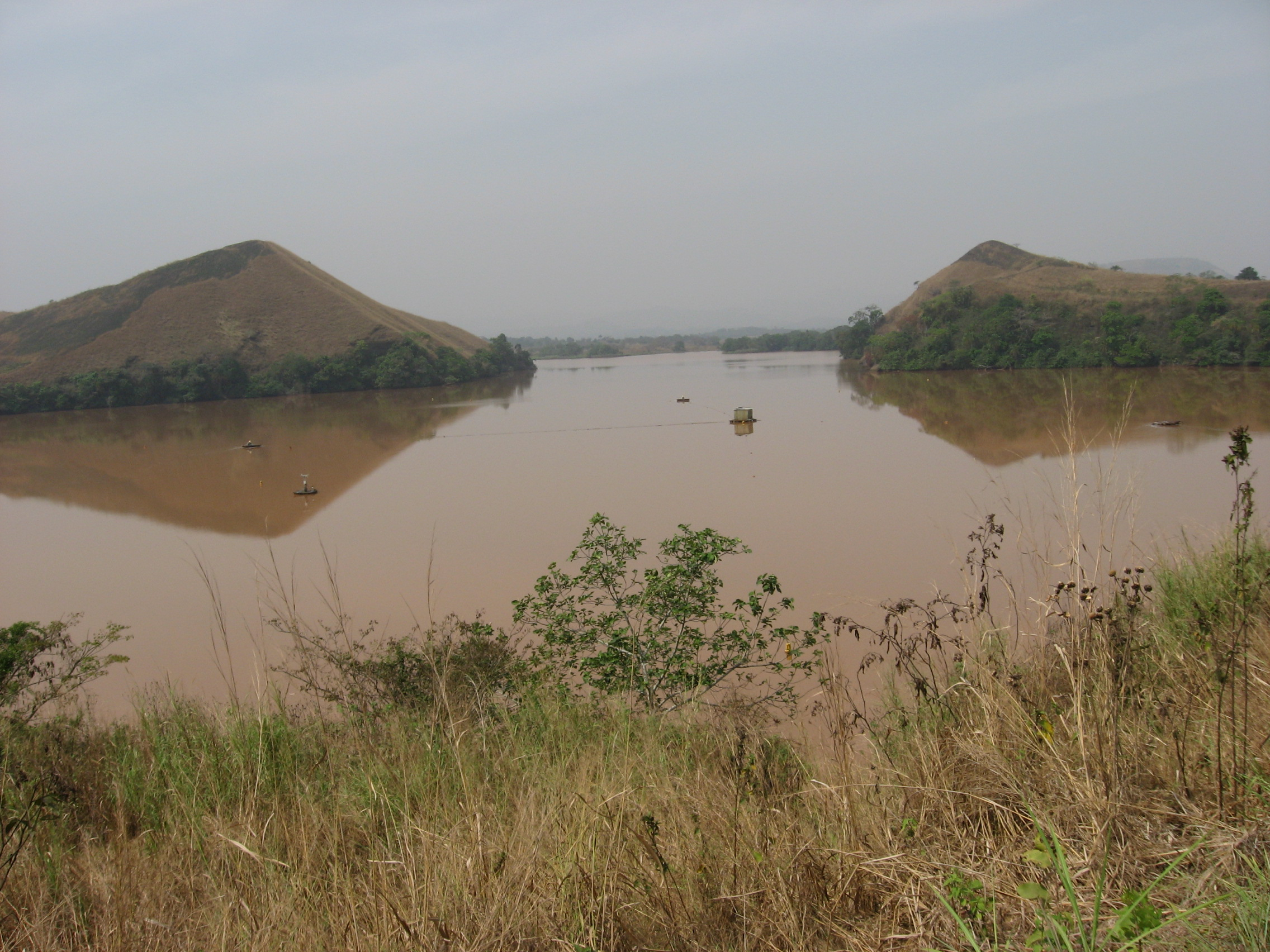
Lago Monoun

El lago Monoun es un lago de cráter de Camerún que se encuentra en la Región del Noroeste, situado en el campo volcánico Okuen, el cinturón camerunés de volcanes activos de 1.400 km de longitud (el monte Camerún (4095 m) es el único volcán que permanece activo en esta cadena).
El 15 de agosto de 1984, en el lago explotó una erupción límnica, lo que dio como resultado la liberación de una gran cantidad de dióxido de carbono que provocó la muerte de 37 personas. En un primer momento, la causa de la muerte fue un misterio e incluso se sospechó de una acción terrorista. Posteriores investigaciones y un evento similar ocurrido dos años más tarde en el lago Nyos llevaron a la actual explicación.

## Desastre natural
El 15 de agosto de 1984, alrededor de las 22:30, varias personas dijeron haber escuchado un fuerte ruido. Una nube de gas supuestamente emanaba desde un cráter en la parte oriental del lago y entre las 03:00 y el amanecer se produjeron al menos 37 muertes de residentes en las zonas bajas próximas al lago. Se dijo que las víctimas tenían quemaduras en la piel, aunque más tarde se aclaró que eran «daños en la piel», como decoloraciones. Los sobrevivientes informaron que de una especie de nube de color blanquecina, amarga y ácida. La vegetación fue arrasada alrededor de la parte oriental del lago, probablemente por un tsunami.
Aunque el lago Monoun se encuentra cerca del centro de un campo volcánico que incluye por lo menos 34 cráteres recientes, la investigación posterior descubrió que el evento no fue causado por ninguna erupción o expulsión repentina de gas volcánico desde el lago. Ahora se cree que la causa fueron las emisiones de dióxido de carbono de una erupción límnica. La nube olorosa y los daños en la piel de las víctimas no fueron completamente explicados. Algunas teorías atribuyen los problemas de la piel a una combinación de condiciones preexistentes y efectos rutinarios post mortem, como livor mortis, aunque no existe un consenso claro.
Entre las víctimas se encontraban algunos corredores en un camión que transportaba doce personas. El motor del camión se paró y los pasajeros se bajaron y resultaron muertos. Dos personas que iban sentadas en la parte superior del camión sobrevivieron, porque su posición elevada les permitió respirar - el dióxido de carbono es más pesado que el aire (oxígeno y nitrógeno), lo que causa que quede cerca de la tierra.

## Un fenómeno similar en el lago Nyos
Dos años más tarde, un evento similar e incluso más letal ocurrido en el lago Nyos, a unos 100 km al NNW. Junto con el lago Nyos y el lago Kivu, el Monoun es uno de los tres lagos conocidos del mundo que tienen una alta concentración de gases disueltos bajo la superficie y que se han identificado como susceptibles de que se produzcan en él erupciones límnicas. El lago Monoun alberga en sus aguas 10 hm³ de Dióxido de carbono (CO2), frente a los 300 hm³ del lago Nyos.
El lago Nyos se encuentra por encima de una bolsa magmática y por ello puede haber líneas de falla que partan de la bolsa y que entren en contacto con el fondo del lago. Al ser un área activa de vulcanismo, algunas emisiones de gases se acumulan permanentemente en el fondo del lago. A diferencia de los lagos de cráter de las zonas templadas, que experimentan una mezcla de sus aguas debido a la alternancia de las estaciones que lleva pareja la de temperaturas, los lagos tropicales no experimentan mezclas y por ello las emanaciones gaseosas del fondo se acumulan en cantidades muy grandes, sin que pueden escapar a causa de la estratificación del agua, con tres capas que se extienden casi hasta 300 metros: hay una primera capa densa, una capa intermedia y una capa superficial.
El desastre de Nyos, que causó también muchas muertes, fue debido al colapso de una sección del acantilado que se desplomó en lago. Esta caída de rocas provocó una mezcla de las aguas bastante rápida: el agua que contenían dióxido de carbono se encontraron en superficie, lo que favoreció las emanaciones gaseosas. Como el dióxido de carbono es vez y media más pesado que el aire, se acumula sobre la superficie, causando la muerte de los aldeanos y de su ganado.

## Desgasificación
En 2003 se insertó en un lago un conducto de ventilación para evitar que el desastre se repitiese. Inicialmente se necesitó una bomba para extraer agua de la parte inferior, pero cuando el dióxido de carbono comenzó a salir de la solución creó flotabilidad en el agua de las tuberías, permitiendo que la bomba se apagará.
Sin embargo, un estudio realizado en septiembre de 2005 por George Kling y otros investigadores de la Universidad de Míchigan encontraron que el gas no estaba siendo removido del lago con la suficiente rapidez como para asegurar que nunca vuelva a ocurrir el desastre. Kling recomendó la reducción de la tubería existente y la adición de una nueva con el fin de liberar más dióxido de carbono.